# راه‌آهن هند
راه‌آهن هند (انگلیسی: Indian Railways) شرکت دولتی ترابری ریلی هندی است، که در سال ۱۸۴۵ تأسیس شد.
راه‌آهن هند در سال ۲۰۲۳، چهارمین سیستم راه‌آهن ملی بزرگ دنیا از نظر اندازه با طول مسیر ۱۳۲٬۳۱۰ کیلومتر (۸۲٬۲۱۰ مایل) را مدیریت می‌کند. از آگوست ۲۰۲۴، ۹۶٫۵۹ درصد از شبکه گیج پهن برقی شده است. با بیش از ۱٫۲ میلیون کارمند، نهمین کارفرمای بزرگ جهان و دومین کارفرمای بزرگ هند است.
در سال ۱۹۵۱، راه‌آهن هند با ادغام ۴۲ شرکت راه‌آهن مختلف که در این کشور فعالیت می‌کردند، تأسیس شد که در مجموع ۵۵۰۰۰ کیلومتر (۳۴۰۰۰ مایل) را در بر می‌گرفت. شبکه راه‌آهن سراسر کشور به شش منطقه منطقه‌ای در سال‌های ۱۹۵۱–۱۹۵۲ برای اهداف اداری سازماندهی شد که به تدریج در طول سال‌ها به ۱۸ منطقه گسترش یافت.
اولین راه‌آهن بخار در سال ۱۸۳۷ در مدرس با اولین مسافر در سال ۱۸۵۳ بین بمبئی و تان کار کرد. در سال ۱۹۲۵، اولین قطار الکتریکی در بمبئی با کشش DC حرکت کرد. اولین واحد ساخت لوکوموتیو در سال ۱۹۵۰ در چیترنجان راه اندازی شد و اولین واحد تولیدی لکوموتیو در مدرس در سال ۱۹۵۵ راه اندازی شد.
راه‌آهن هند کلاس‌های مختلفی از قطارهای سریع‌السیر، مسافری و حومه ای را اجرا می‌کند. در سال ۱۹–۲۰۱۸، به‌طور متوسط روزانه ۱۳۵۲۳ قطار را اداره می‌کرد که ۷۳۲۵ ایستگاه را پوشش می‌داد و ۸٫۴۴ میلیارد مسافر را جابه‌جا می‌کرد. راه‌آهن هند نیز کلاس‌های مختلفی از حمل‌ونقل ریلی را اجرا می‌کند. در سال‌های ۲۰۲۲–۲۰۲۳، به‌طور متوسط روزانه ۸۴۷۹ قطار را اداره می‌کرد و ۱۴۱۸٫۱ میلیون تن بار را حمل می‌کرد. راه‌آهن هند چندین کلاس از وسایل نورد را اداره می‌کند که توسط تأسیسات تولیدی خود متعلق به اتوبوس تولید می‌شوند. تا مارس ۲۰۲۳، انبار نورد راه‌آهن هند شامل ۳۱۸۱۹۶ واگن باری و ۸۴۸۶۳ واگن مسافری بود. تا دسامبر ۲۰۲۳، راه‌آهن هند دارای ۱۰۲۳۸ لوکوموتیو برقی و ۴۵۴۳ لوکوموتیو دیزلی بود.

## تاریخچه
در سال ۱۸۳۲ پیشنهاد ساخت اولین خط راه‌آهن هند در مدرس ارائه شد. در سال ۱۸۳۵، یک خط راه‌آهن بین رد هیلز و چینتادریپت در مدرس ساخته شد و در سال ۱۸۳۷ عملیاتی شد. توسط یک موتور بخار چرخشی که از انگلستان وارد شده بود، کشیده شد و برای حمل گرانیت مورد استفاده قرار گرفت.
شرکت راه‌آهن مدرس در سال ۱۸۴۵ تأسیس شد و راه‌آهن شبه جزیره بزرگ هند در سال ۱۸۴۹ تأسیس شد.

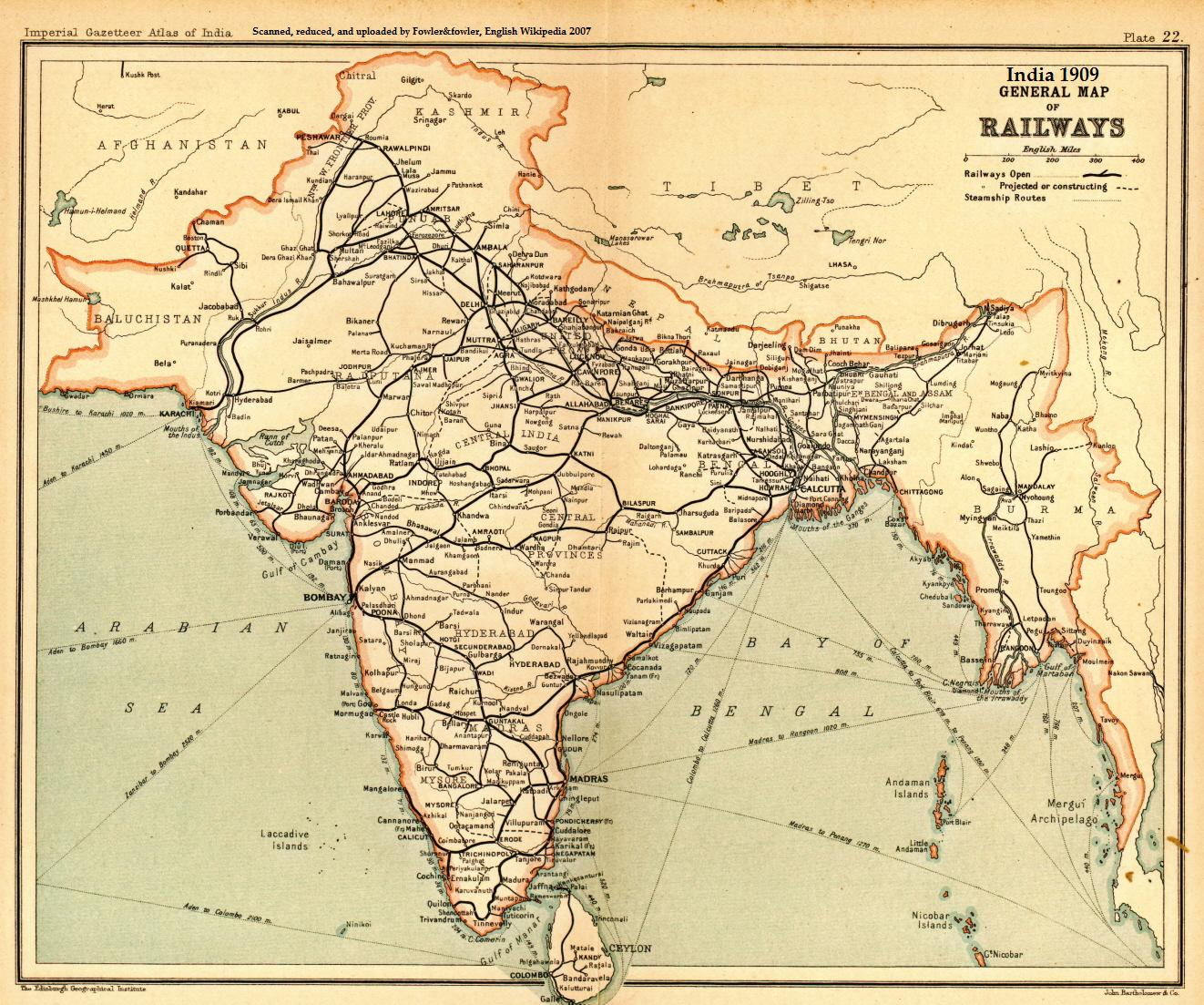
نقشه راه‌آهن هند در سال ۱۹۰۹

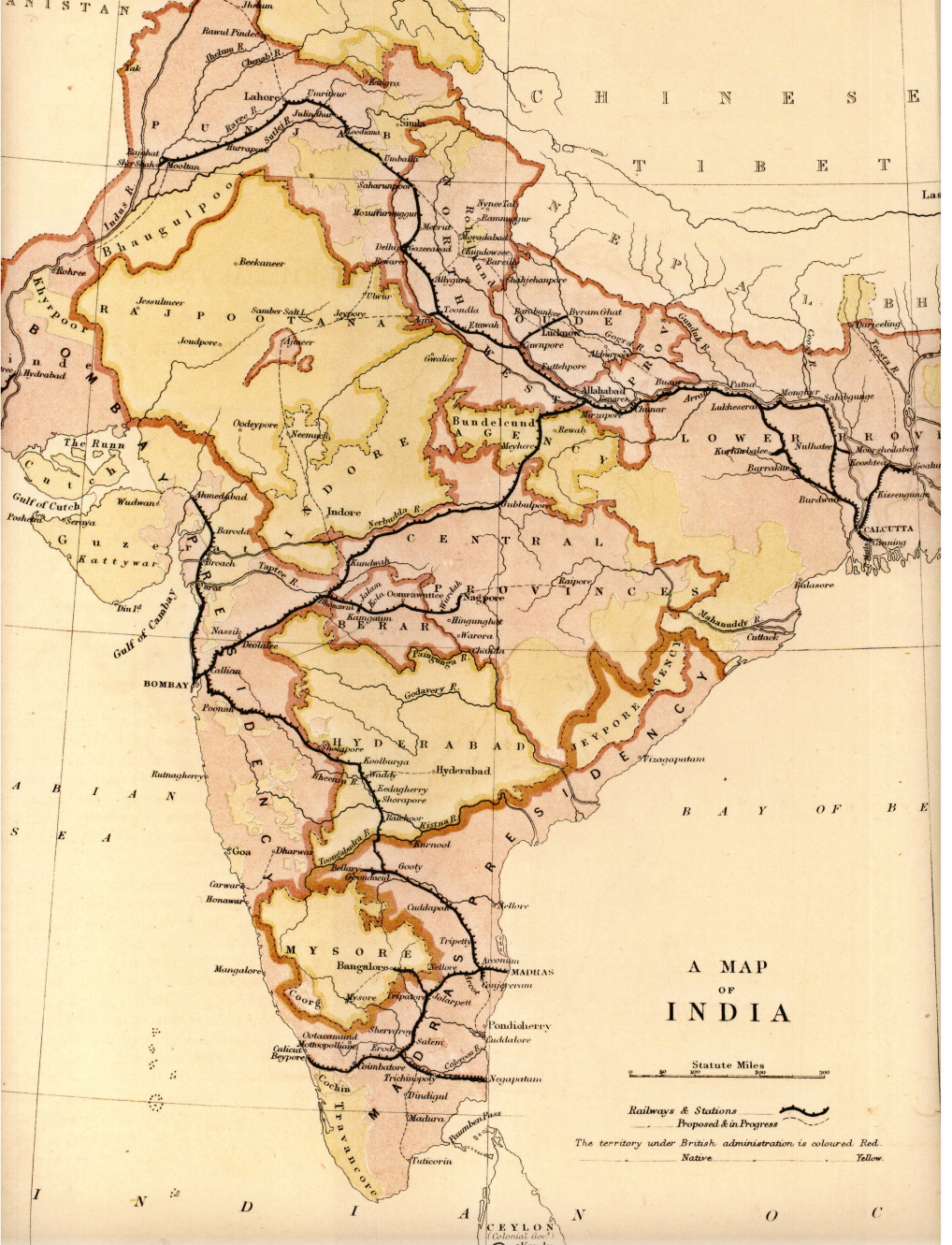
نقشه راه‌آهن هند در سال ۱۸۷۱